# 마그네사이트
마그네사이트(영어: magnesite)는 화학식 MgCO

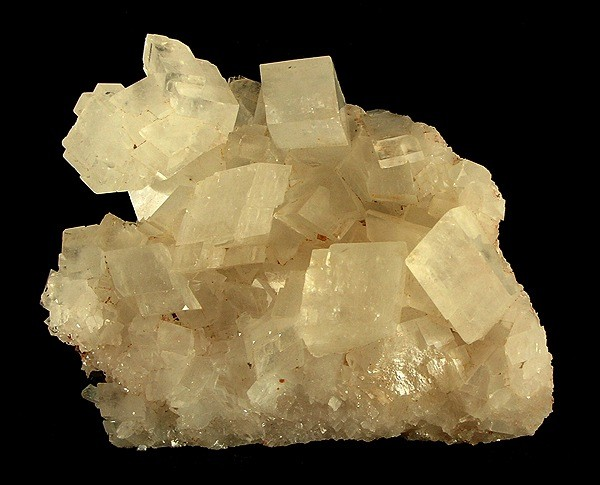
브라질에서 나온 마그네사이트 결정(11.4 x 9.2 x 3.6 cm)

3을 갖는 광물이다. 철, 망가니즈, 코발트, 그리고 니켈은 혼화제로서 발생할 수 있으나 그 양은 적은 편이다.
마그네사이트는 초고철질, 사문암, 그리고 기타 마그네슘이 풍부한 암석에서 변화된 물질로 발생한다. 이 마그네사이트들은 잠정질(육안으로 분간 불가능한 결정 조직)인 경우가 종종 있으며 단백석이나 각암 형태의 실리카를 포함하고 있다.
마그네사이트는 초고철질암 위의 레골리스 안에서도 토양과 심토 내의 부차적인 탄산염 형태로 존재한다.

## 형성
2 Mg3Si2O5(OH)4 + 3 CO2 → Mg3Si4O10(OH)2 + 3 MgCO3 + 3 H2O

## 참고 자료
- Smithsonian Rock and Gem ISBN 0-7566-0962-3